# Helena Paleóloga
Helena Paleóloga, também conhecida como Hipomona (em grego:  Ελένη Παλαιολογίνα, em sérvio:  Јелена Палеолог/Jelena Paleolog; Despotado da Moreia, 1431 – Lêucade, 7 de novembro de 1473) foi uma princesa bizantina por nascimento, e a última despotesa consorte da Sérvia como esposa de Lázaro Branković, de 1456 a 1458. Ela governou a Sérvia em direito próprio por um breve período após a morte do marido, de 1458 a 1459. No entanto, após a queda da cidade de Semêndria para o Império Otomano, em 1459, ela fugiu para a Grécia onde se converteu ao catolicismo e tornou-se uma freira.

## Família
Helena foi a filha primogênita de Tomás Paleólogo, Déspota da Moreia e pretendente ao trono bizantino, e de Catarina Zaccaria. Seu pai acreditava que a união entre as Igrejas católica e a ortodoxa salvaria o Império Bizantino.
Os seus avós paternos eram o imperador bizantino, Manuel II Paleólogo, e a princesa sérvia, Helena Dragasa. Os seus avós maternos eram Centurião II Zaccaria, originário de uma família mercante genovesa e príncipe de Acaia, e Asenina Paleóloga, neta de Demétrio Tzâmplaco, um aristocrata bizantino, e de Eudócia Paleóloga.
Helena tinha uma prima de mesmo nome, que era rainha do Chipre como esposa de João II do Chiphre.
Ela teve três irmãos mais novos: Zoe, esposa do príncipe Ivã III de Moscou, André, déspota titular da Moreia e imperador titular bizantino, e Manuel, que serviu ao sultão, Maomé II, o Conquistador.

## Biografia
Em outubro de 1446, quando tinha por volta de 15 anos, a princesa deixou a cidade de Glarentza  (próxima a Élida, na Grécia), em direção à Semêndria, na Sérvia, onde se casou com Lázaro Branković, que tinha cerca de 25 anos, em dezembro daquele ano. O noivo era filho do déspota Jorge I Branković e de Irene Cantacuzena. O casamento havia sido orquestrado pelo tio de Helena, o imperador João VIII Paleólogo.
Com a ascensão do marido em 24 de dezembro de 1456, Helena tornou-se a despostesa da Sérvia; o título foi conferido a ele por Jorge Ducas Filantropeno, sob as ordens do imperador João VIII. O casal teve três filhas: Helena Maria, Milica e Jerina.
Após a morte prematura de Lázaro em fevereiro de 1458, o magnata Miguel Angelović, que era a favor dos otomanos, foi escolhido para liderar um conselho, tornando-se, assim, o governante de facto do país. Em março de 1458, quando os otomanos invadiram Semêndria, os rebeldes sérvios locais aprisionaram Angelović. Segundo outra fonte, no entanto, Helena capturou Angelović e o enviou para os húngaros.
Helena, então, aproveitou a oportunidade de vácuo de poder, e, junto ao cunhado, Estêvão Branković, assumiu o controle do governo. Com o propósito de fortalecer sua posição, a despostina conseguiu uma aliança com o rei Tomás da Bósnia, através do casamento entre o filho dele, Estêvão Tomašević, e a filha primogênita dela, Helena Maria, o qual aconteceu em 1459.
Logo, porém, os otomanos, liderados por Maomé II, atacaram Semêndria, em 20 de junho de 1459, e capturaram a cidade, pondo um fim ao despotado.  Helena foi forçada a partir. Em 1462, quando o pai dela, Tomás, retornou ao território veneziano após ter visitado a corte do Papa, Helena já estava estabelecida em Ancona, na atual Itália, e ficou com a filha por alguns dias, antes de partir para Roma, e, Helena, para Ragusa (na atual Dubrovnik, na Croácia), onde permaneceu por um ano. Durante o período que residiu em Ragusa, ela arranjou o casamento da filha Milica com Leonardo III Tocco, déspota do Épiro.
Em junho de 1463, Helena se mudou para a ilha grega de Corfu, se juntando à sua mãe e irmãos, que ali tinham se refugiado dos invasores. 
Em 1467, ela passou a morar na ilha de Lêucade (antes chamada de Ilha de Santa Maura), que era administrada pelo genro, Leonardo. No ano seguinte, Helena viajou para Veneza, e, apresentou, diante do Senado, denúncias contra as pessoas que se apropriaram da propriedade dela em Corfu.
Até o ano de 1472, a antiga despotesa tinha se convertido ao catolicismo e adotado o nome de Hipomona, que significa "paciência", seguindo exemplo da avó, Helena Dragasa. Ela faleceu em 7 de novembro de 1473, em Lêucade.

## Descendência
- Helena Maria da Sérvia (1447 – após 1498), governou a Sérvia por um breve período, de abril a junho de 1459. foi esposa de Estêvão Tomašević, rei da Bósnia. Não teve descendência;
- Milica (m. 1464), foi a primeira esposa de Leonardo III Tocco, déspota do Epiro, além de conde da Cefalônia e Jacinto, com quem teve apenas um filho, Carlos III Tocco, sucessor do pai;
- Jerina, foi esposa de João Castriota II, duque de San Pietro in Galatina, com quem teve cinco filhos.